# Międzybórz (województwo pomorskie)
Międzybórz (kaszub. Miedzëbórz) – wieś w Polsce położona w województwie pomorskim, w powiecie człuchowskim, w gminie Rzeczenica w okolicy rezerwatów Bocheńskie Błoto i Międzybórz.
W latach 1975–1998 miejscowość administracyjnie należała do województwa słupskiego. Wieś jest siedzibą sołectwa Międzybórz, w którego skład wchodzą również miejscowości Przeręba, Sporysz, Cierniki, Iwie, Jelnia i Zadębie.
W latach 1975–1998 miejscowość administracyjnie należała do województwa słupskiego.
Przez miejscowość przepływa Biała, niewielka rzeka dorzecza Warty.
W miejscowości znajduje się wybudowana w 2009 r. niewielka greckokatolicka Cerkiew Podwyższenia Krzyża Pańskiego.